# 林清文
林清文（1919年—1987年），筆名史光、森揚人。台南佳里人，1939年參加「台灣藝術」為同人，日治時期即從事文學創作，以劇本及新詩為主。戰前曾在《興南新聞》、《臺灣新民報》發表作品。1941年加入「日日新劇團」，在各大新劇團當演員、導演、編劇，以「森揚人」為筆名，寫下〈太陽的都市〉、〈結婚問答〉、〈母愛的力量〉等作品，引起眾人矚目。1943年，臺北大稻埕富商謝火爐發起籌組「臺灣新劇株式會社」，聘請呂赫若為文藝部長、林清文為編劇股長，期間編有《從地上爬起來》及《空中的跳傘兵》等劇作，是其日文創作的最佳劇本。戰後，他加入了「新生活劇團」，在各地演出自己所編導的〈廖添丁〉一劇，後為避禁演改名為《胡劍榮》。1978年，他才開始以中文創作，寫下自傳性質小說《愚者自述》在《自立晚報》副刊發表，之後由兒子林佛兒出版改名為《太陽旗下的小子》。臺灣新劇沒落以後，隱居在臺南老家，寫雜文兼事日文翻譯。一生榮獲國軍文藝金像獎佳作、臺灣新文學特別推崇獎。

## 作品
林清文的日文詩〈新生之歌〉、〈疼愛生命之日〉、〈給規矩男、不二男兩兄弟〉，戰後由台灣詩人陳千武翻譯成中文，之後被收錄在陳明台主編的《陳千武譯詩選集》裡。

## 相關研究
使用「全國圖書書目資訊網」查詢，到2014年10月24日為止，以作家生平及其作品、學術成就為談論焦點的文章，已知的有：
- 羊子喬/著，〈一生奉獻台灣新劇--林清文〉，收錄在《神秘的觸鬚》一書。
- 林佛兒曾撰寫〈我的父親：林清文先生──祭文代序〉，追述父親一生，收錄在《太陽旗下的小子》[3]。

## 相關詞條
- 新劇、台灣戲劇
- 林佛兒
- 鹽分地帶文學
- 鹽分地帶文藝營